# 戎座人形芝居館
戎座人形芝居館（えびすざ にんぎょう しばいかん）は、兵庫県西宮市にあった、えびす信仰と関連した傀儡師（くぐつし）の人形芝居をテーマとした資料館。2012年12月末に閉館した。

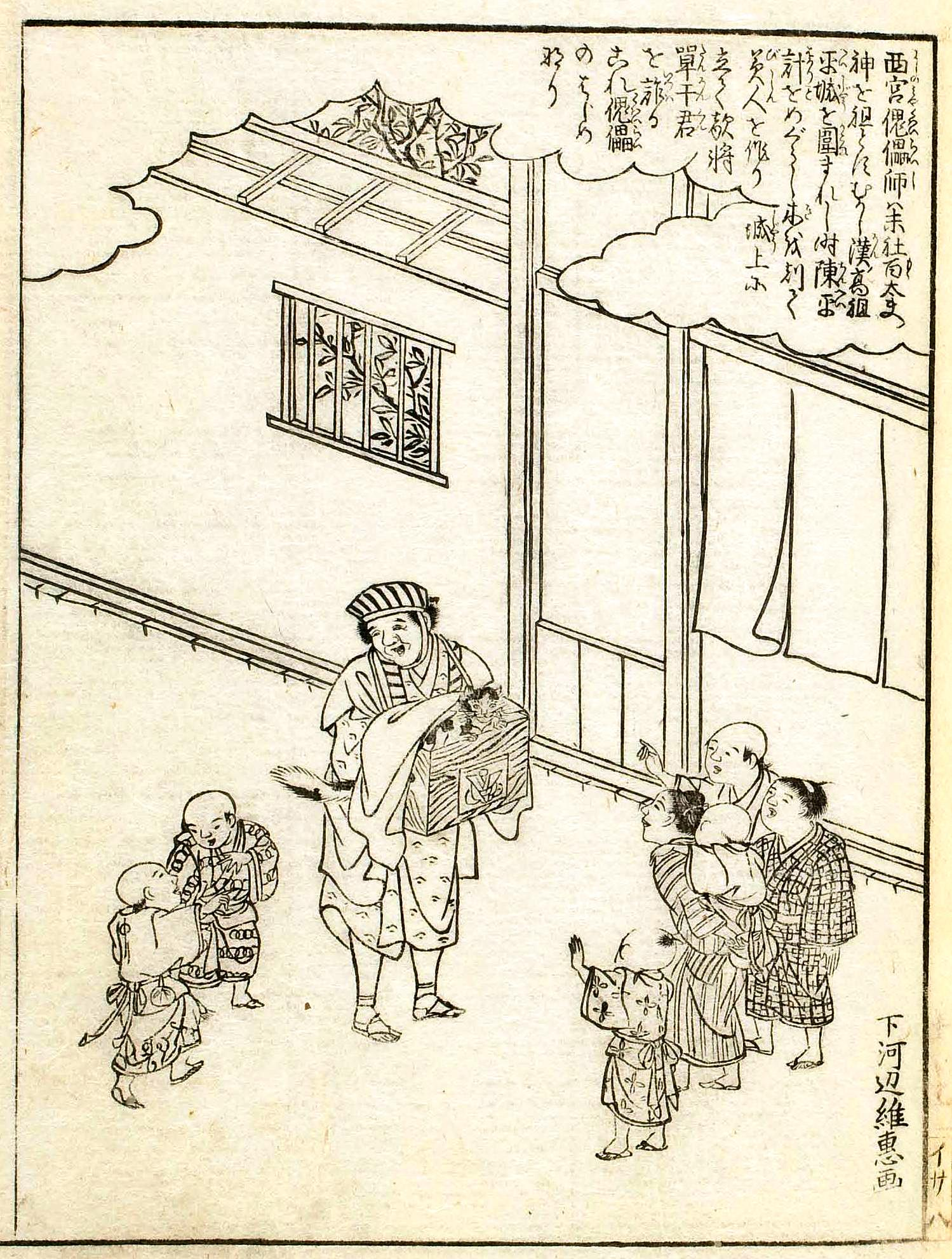
西宮傀儡師（摂津名所図会）

## えびすかき
西宮神社の境内には、人形操りの祖神が祭られている。「えびすかき（夷かき）」というのは、箱の上で、一人で人形を操るもので、文楽や淡路人形浄瑠璃の祖形とされている。また、傀儡師たちは、人形芝居を行いながら、全国を行脚したが、その源流は、えびす信仰の中心であった西宮神社にあった。

## 成り立ち
阪神・淡路大震災ののち、西宮中央商店街は、往時の200軒から店舗数が60軒余に激減する。また、震災からの復興の過程で、駅前に位置する当地には、高層マンションが林立するようになる。そのような中、商店街の有志によって、2005年に「くぐつ再興ぷろじぇくと」が発足する。その後、人形芝居「えびす座」が結成される。活動の拠点としての常設館開設の願いをこめ、兵庫県の「復興プロジェクト」に応募し、2008年6月、開館に漕ぎ着ける。
館長の頼田稔は、阪神人形劇連絡協議会の事務局長も兼任する。副館長の武地秀実は、西宮中央商店街の副理事長を兼ねる（2009年11月現在）。

## 活動
- 毎週月曜日、水曜日 - 狂言公開稽古
- 毎週木曜日 - 定期催し

- こま回し - 第2土曜日
- 人形劇 - 第3土曜日
- 紙芝居・マジック - 第4土曜日
- 落語 - 第4金曜日

他に、淡路人形浄瑠璃のワークショップなどの活動あり。

## 所在地
- 兵庫県西宮市馬場町6-26

## 開館時間
- 11:00 - 17:00

## 入館料
- 原則的に入館無料。ただし、落語寄席は500円（2009年11月現在）。また、講座に参加した場合は、材料費などが必要な場合あり。

## 休館日
- 火曜日。

## 交通アクセス
- 西宮駅 (阪神)えびす口より徒歩